# 劉侗 (散文家)
劉侗（1596年—1637年），字同人，號格菴，湖廣黃州府麻城縣人，錦衣衛籍，明朝散文家。

## 生平
劉侗早有文名，當生員時因「文奇」，而被人參奏，與譚元春、何閎中同被降等。崇禎六年（1633年）癸酉科順天鄉試第五十九名舉人，七年（1634年）甲戌科進士。吏部觀政，十年（1637年）授吳縣知縣，同年未任而卒。
劉侗是明末「竟陵派」其中一個重要的作家，主張追求性靈。其文筆風格「幽深孤峭」，不免流於艱澀。

## 著作
劉侗曾與奕正合撰《帝京景物略》，詳記北京地區的風景、景物和習俗，對學者研究明朝的京都生活保存寶貴的資料。
|  | 《三聖菴》節錄自《帝京景物略》 德勝門東，水田數百畝，洫溝澮川上，隄柳行植，與畦中秧稻，分露同煙。春綠到夏，夏黃到秋。都人望有時，望綠淺深，為春事淺深；望黃淺深，又為秋事淺深。望際，聞歌有時，春插秧歌，聲疾以欲；夏桔槔水歌，聲哀以囀；秋合酺賽社之樂歌，聲嘩以嘻。然不有秋也，歲不輒聞也。 有臺而亭之，以極望，以遲所聞者。三聖菴，背水田菴焉。門前古木四，為近水也，柯如青銅，亭亭。臺，菴之西。臺下畝，方廣如菴。豆有棚，瓜有架，綠且黃也，外與稻楊同候。臺上亭，曰觀稻。觀不直稻也，畦隴之方方，林木之行行，梵宇之厂厂，雉堞之凸凸，皆觀之。 |

## 家族
高祖劉天和，太子太保、兵部尚書；曾祖劉澯，戶部郎中，贈太子太傅；嗣祖父劉守有，太子太傅、錦衣衛都指揮使、左都督；本生祖父劉守齊，典簿，贈太子太傅；嗣父劉承祐；本生父劉承槃。從兄劉伸。